# Klarenbeek
Klarenbeek ist ein Dorf in den Niederlanden, in der Provinz Gelderland. Es gehört zu den zwei Gemeinden Apeldoorn und Voorst. Klarenbeek hat 3.525 Einwohner. Es besitzt einen Kleinbahnhof an der Bahnstrecke Amsterdam–Zutphen und liegt am Europäischen Fernwanderweg E11.